# Transistor hiệu ứng trường hữu cơ

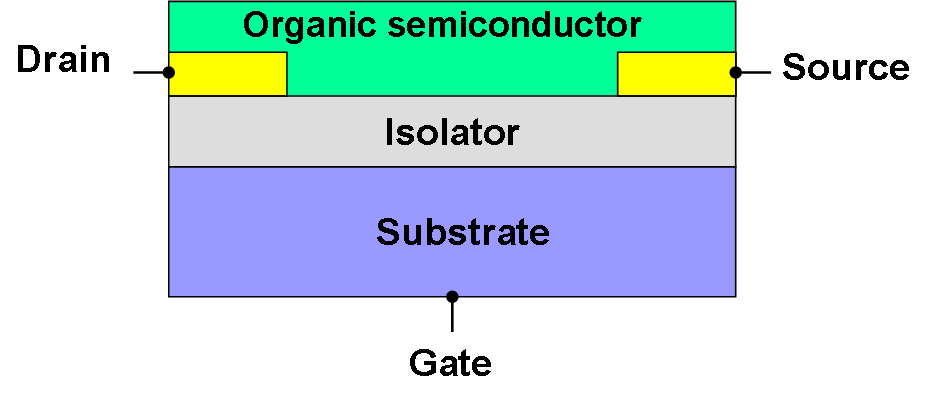
Một kiểu cấu trúc OFET, dạng gate đáy, thích hợp cho thử nghiệm hoặc sử dụng linh kiện rới rạc

Transistor hiệu ứng trường hữu cơ, viết tắt theo tiếng Anh là OFET (organic field-effect transistor) là transistor hiệu ứng trường sử dụng chất bán dẫn hữu cơ trong kênh hoạt tính của nó.
OFET có thể được chuẩn bị bằng cách hoặc bốc hơi chân không của các phân tử nhỏ, hoặc bằng giải pháp đúc dung dịch polyme hoặc các phân tử nhỏ, hoặc bằng hình thức chuyển cơ học của một lớp hữu cơ bóc vỏ đơn tinh thể vào một bề mặt. Những thiết bị này đã được phát triển để hiện thực hóa các sản phẩm điện tử diện tích lớn, chi phí thấp và thuộc điện tử phân hủy sinh học (mạch có thời gian sống xác định và có thể phân hủy sinh học).
OFET đã được chế tạo với nhiều cách bố trí hình học khác nhau. Bố trí phổ biến nhất là cực cửa (gate) ở đáy và cực máng (drain) trên cùng, và điện cực nguồn (source), vì bố trí hình học này tương tự như transistor silic màng mỏng (TFT) sử dụng SiO2 nhiệt luyện làm điện môi cực cổng. Các polyme hữu cơ, chẳng hạn như poly (metyl-metacrylat) (PMMA), cũng có thể được sử dụng làm chất điện môi.
Một trong những lợi ích của OFET, đặc biệt là so với TFT vô cơ, là tính linh hoạt về thể chất chưa từng có của chúng, dẫn đến các ứng dụng tương thích sinh học, ví dụ như trong ngành chăm sóc sức khỏe tương lai của y sinh và điện tử sinh học được cá nhân hóa.
Tháng 5 năm 2007, Sony đã thông báo màn hình hoàn toàn bằng nhựa có tốc độ video linh hoạt, đầy đủ màu sắc đầu tiên, trong đó cả transistor màng mỏng và pixel phát sáng đều được làm bằng vật liệu hữu cơ.

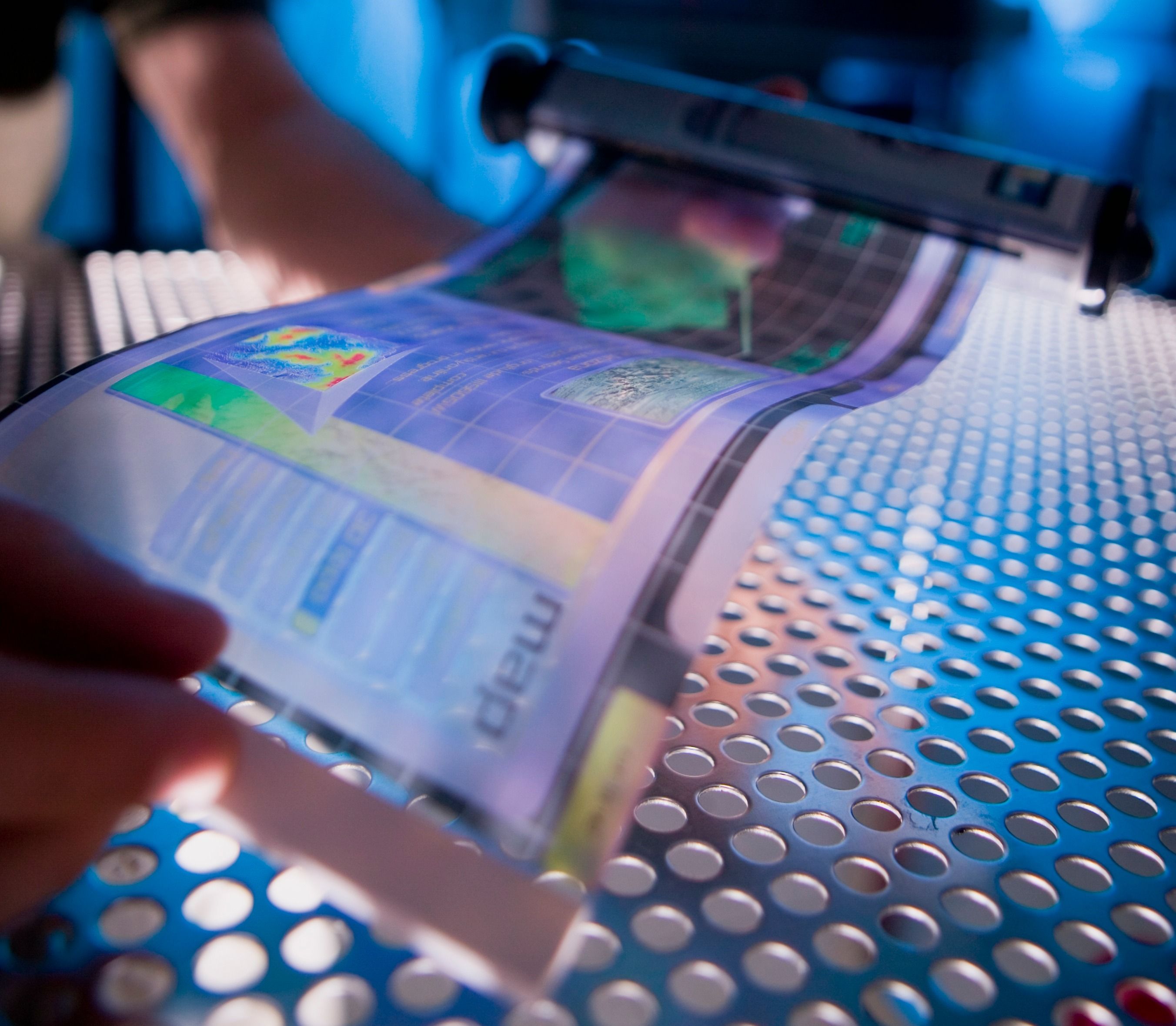
Màn hình OFET mềm dẻo
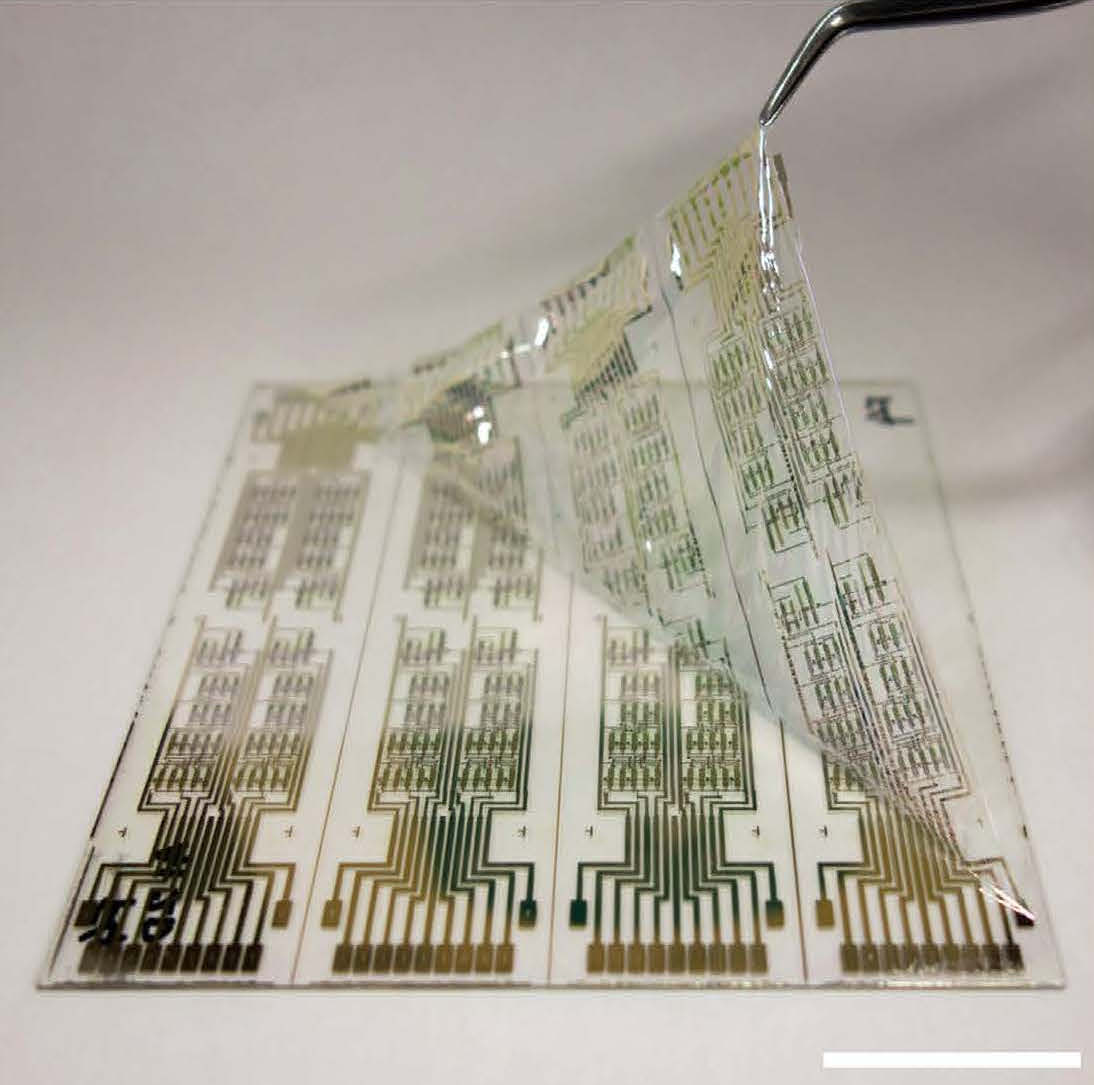
Mạch CMOS logic hữu cơ, bề dày dưới 3  μm. Scale bar: 25 mm